# 2014년 UEFA 슈퍼컵
2014년 UEFA 슈퍼컵(2014 UEFA Super Cup)은 2014년 8월 12일에 열린 39번째 UEFA 슈퍼컵 대회이다. 웨일스 카디프에 위치한 카디프 시티 스타디움에서 단판 승부 형식으로 진행되었으며 2013-14년 UEFA 챔피언스리그 우승 팀인 레알 마드리드와 2013-14년 UEFA 유로파리그 우승 팀인 세비야가 맞붙었다. 레알 마드리드가 세비야를 2 – 0으로 누르고 우승을 차지했다.

## 개최지 선정
유럽 축구 연맹(UEFA)은 2012년 6월 30일에 열린 집행위원회 회의에서 2014년 UEFA 슈퍼컵 개최지를 웨일스 카디프에 위치한 카디프 시티 스타디움으로 선정했다. 카디프 시티 스타디움은 카디프 시티 FC의 홈 구장이기도 하다.

## 경기
| 레알 마드리드   | 2 – 0 | 세비야 |
| --------------- | ----- | ------ |
| 호날두 30′, 49′ |       |        |

| 레알 마드리드 | 세비야 |

| GK              | 1  | 이케르 카시야스 (c) |     |     |
| RB              | 15 | 다니 카르바할       | 45′ |     |
| CB              | 3  | 페페                |     |     |
| CB              | 4  | 세르히오 라모스     |     |     |
| LB              | 5  | 파비우 코엔트랑     |     | 84′ |
| CM              | 8  | 토니 크로스         | 53′ |     |
| CM              | 19 | 루카 모드리치       |     | 86′ |
| AM              | 10 | 하메스 로드리게스   |     | 72′ |
| RF              | 11 | 가레스 베일         |     |     |
| CF              | 9  | 카림 벤제마         |     |     |
| LF              | 7  | 크리스티아누 호날두 |     |     |
| 교체 선수:      |    |                     |     |     |
| GK              | 13 | 케일러 나바스       |     |     |
| DF              | 2  | 라파엘 바란         |     |     |
| DF              | 12 | 마르셀루            |     | 84′ |
| DF              | 17 | 알바로 아르벨로아   |     |     |
| MF              | 22 | 앙헬 디 마리아      |     |     |
| MF              | 23 | 이스코              |     | 72′ |
| MF              | 24 | 아시에르 이야라멘디 |     | 86′ |
| 감독:           |    |                     |     |     |
| 카를로 안첼로티 |    |                     |     |     |

| GK            | 13 | 베투                  |     |     |
| RB            | 23 | 코케                  |     | 84′ |
| CB            | 21 | 니콜라스 파레하       |     |     |
| CB            | 2  | 페데리코 파시오 (c)   |     |     |
| LB            | 3  | 페르난도 나바로       | 66′ |     |
| DM            | 4  | 그제고시 크리호비아크 |     |     |
| DM            | 6  | 다니엘 카히수         |     |     |
| RW            | 22 | 알레시 비달           |     | 66′ |
| AM            | 17 | 데니스 수아레스       |     | 78′ |
| LW            | 20 | 비톨로                | 42′ |     |
| CF            | 9  | 카를로스 바카         |     |     |
| 교체 선수:    |    |                       |     |     |
| GK            | 25 | 마리아노 바르보사     |     |     |
| DF            | 5  | 디오구 피게이라스     |     | 84′ |
| MF            | 10 | 호세 안토니오 레예스  |     | 78′ |
| MF            | 11 | 하이로                |     |     |
| MF            | 12 | 비센테 이보라         |     |     |
| MF            | 26 | 루이스미              |     |     |
| FW            | 14 | 이아고 아스파스       |     | 66′ |
| 감독:         |    |                       |     |     |
| 우나이 에메리 |    |                       |     |     |

| 최우수 선수: 크리스티아누 호날두 (레알 마드리드) 부심: 사이먼 벡 (잉글랜드) 스튜어트 버트 (잉글랜드) 제4심: 대런 잉글랜드 (잉글랜드) 보조 심판: 마이클 올리버 (잉글랜드) 앤서니 테일러 (잉글랜드) | 경기 규칙 - 전후반 90분 동안 경기를 진행한다. - 전후반 90분 상황에서 동점이면 연장전 30분을 진행한다. - 연장전에서도 동점이면 승부차기를 진행한다. - 교체 선수 명단은 7명까지 올릴 수 있으며 한 팀당 최대 3명까지 교체할 수 있다. |

## 같이 보기
- 2016년 UEFA 슈퍼컵